# Jinengdalem
Jinengdalem is een bestuurslaag in het regentschap Buleleng van de provincie Bali, Indonesië. Jinengdalem telt 4349 inwoners (volkstelling 2010).